# San Pablo Huitzo
San Pablo Huitzo è un comune del Messico, situato nello stato di Oaxaca.